# Лигонь, Станислав
Станислав Лигонь (псевдоним Karlik z Kocyndra, 27 июля 1879 года, Кёнигсхютте — 17 марта 1954 года, Сталиногруд) — польский журналист, художник и общественный деятель

## Биография
Сын общественного деятеля и поэта Яна Лигоня, работавшего машинистом в шахте, и Регины из рода Подстав. Внук поэта — кузнеца Юлиуша Лигоня. Отец и дед вошли в историю Верхней Силезии как литераторы и культивировали польские патриотические традиции.
После окончания начальной школы работал курьером в книжном магазине и художественной мастерской, затем посещал художественно-промышленную школу в Кракове. В 1900 году начал получать высшее художественное образование в Берлине, одновременно вел культурную и общественную работу в среде польской эмиграции. Познакомился с политическими деятелями — редактором «Рабочей газеты» Францишеком Моравским из ППС, Станиславом Войцеховским и Эмилем Каспари — а также писателями и художниками, в том числе Станиславом Пшибышевским и Станиславом Веруш-Ковальским.
Вернувшись в Верхнюю Силезию, в 1904—1911 годах работал художником-иллюстратором, в том числе в издательстве Кароля Мярки в Миколуве. Сблизился с движением любительских театров, работал режиссёром, актёром и декоратором, устраивал художественные вечера. В 1911 году переехал в Краков и продолжил обучение в Академии изящных искусств, где занимался, в том числе, у Яцека Мальчевского и Юзефа Мехоффера.
В 1914—1917 годах жил в селе Трусколясы, создал полихромную роспись в местном костеле св. Николая и основал польскую школу, в которой преподавал вместе с супругой. Там же в «Народном доме» устроил библиотеку и театральный зал, собрал любительскую театральную трупу, писал и режиссировал спектакли, работал над сценографией, играл по несколько ролей. В 1917 году был призван в германскую армию и направлен во Фландрию.
После войны под псевдонимом Karlik писал и рисовал для сатирического журнала Kocynder. В 1921 году работал в Отделе прессы Польского плебисцитного комиссариата в Бытоме. После раздела Верхней Силезии между Польшей и Германией переехал в Катовице и в 1923—1928 годах преподавал рисование в гимназии им. Адама Мицкевича. Одновременно в качестве сценографа сотрудничал с Катовицким театром, написал известное региональное представление «Свадьба в Верхней Силезии». В качестве руководителя Союза силезских народных театров создал воеводскую театральную библиотеку и костюмерную, заботился о местных театральных сценах и кукольных театрах. Был председателем Профессионального союза художников в Катовице, работал в совете при формирующемся Силезском музее.
Активно занимался радиовещанием — первое выступление состоялось 25 декабря 1927 года. Вел передачи Bery i bojki, Przy sobocie po robocie, Co niedziela u Karlika brzmi pieśniczka, gro kapela. Говорил на приближенном к литературному польскому языку силезском говоре. С января 1934 года вплоть до начала Второй мировой войны работал директором катовицкой станции Польского радио, уделял внимание региональным и сатирическим передачам. Большую популярность получил цикл антигитлеровских радиопередач с использованием силезского фольклора Przy żeleźnioku и U Karlika gro muzyka.
На парламентских выборах 1935 года был избран депутатом Сейма IV созыва (1935—1938) от Беспартийного блока сотрудничества в правительством, получив 53 461 голоса в 69 округе (Катовицкий повят). Работал в комиссии просвещения.
1 сентября 1939 года выехал в Варшаву, а оттуда в Люблин, Венгрию и Югославию, где до 1941 года работал в Комитете по делам польских беженцев. Затем через Кипр и Турцию добрался до Палестины, жил в Иерусалиме. Занимался живописью и литературой, выпустил сокращенное издание книги Bery i bojki, наброски Śląska Ojczyzna. Был членом делегатуры Правительства Польши в изгнании по делам опеки над беженцами, вел радиопередачи.
В сентябре 1946 года возобновил работу в катовицкой радиостанции. Создал группу Czelodka Radiowa, с которой выступал в том числе в передачах U Karliczka brzmi pieśniczka и Przy sobocie po robocie. В 1949 году вступил в Союз польских литераторов.
Умер 17 марта 1954 года в Сталиногруде. В похоронах участвовали десятки тысяч жителей Верхней Силезии. Похоронен на кладбище на улице Сенкевича.

## Публикации
- Stanisław Ligoń. Bery i bojki śląskie. (первое издание в 1957, многократно переиздавалась)
- Stanisław Ligoń. Wesele na Górnym Śląsku. Widowisko ludowe w 4 obrazach, 5 odsłonach ze śpiewami i tańcami'. — Katowice: Nakł. Sekcji Teatrów Ludowych Tow. Przyjaciół Teatru Polskiego, 1934.

## Награды

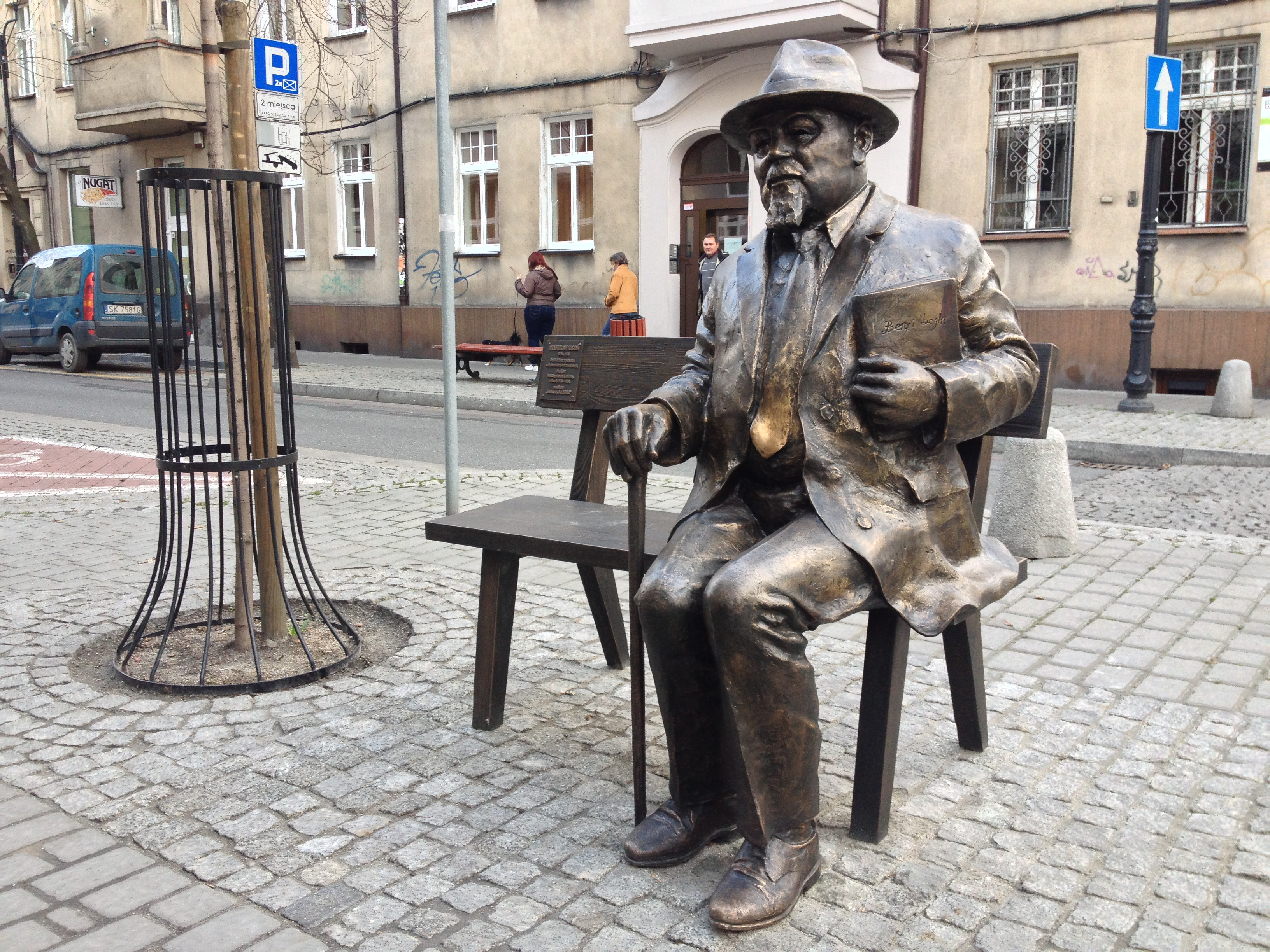
Скульптура «Скамейка Станислава Лигоня» у здания радиостанции Polskie radio Katowice.

- Кавалерский крест Ордена Возрождения Польши (9 ноября 1931 года «за заслуги в области искусства и литературы»)[4]
- Медаль Независимости (9 ноября 1931 года «за труды в деле возвращения независимости»)[5]
- Серебряный Крест Заслуги
- Силезский крест на ленте Доблести и Заслуги 2 степени
- Серебряный Академический лавр (4 ноября 1937 года «за выдающуюся организационную работу в области художественной литературы»)[6]

В 1977 году избран покровителем радиостанции Polskie radio Katowice, которая с 1983 присуждает премии его имени за заслуги в области культуры, радиовещания, общественной и политической деятельности.